# Кокора (приток Енисея)
Кокора — река в России, протекает по территории Таймырского Долгано-Ненецкого района Красноярского края. Правый приток Енисея. Длина реки составляет 20 км.
Река Кокора вытекает из небольшого озера. Течёт на запад по болотистой местности и впадает в Енисейский залив. Устье Кокоры находится на расстоянии 124 км от устья Енисея.
По данным государственного водного реестра России относится к Енисейскому бассейновому округу. Код водного объекта 17010800412116100114423.